# Zalarnaca udovitshenkoi
Zalarnaca udovitshenkoi är en insektsart som beskrevs av Andrej Vasiljevitj Gorochov 2008. Zalarnaca udovitshenkoi ingår i släktet Zalarnaca och familjen Gryllacrididae. Inga underarter finns listade i Catalogue of Life.